# 刃頭
刃頭は名古屋市出身のトラックメイカーである。HAZUと表記されることもある。

## 概要
1987年頃から活動開始。TWIGYとの「BEATKICKS」、TOKONA-Xとの「ILLMARIACHI」、DJ KRUSHらとの「Kemuri Productions」というユニットに在籍。現在はソロ活動およびYANOMIとのツインDJユニット「OBRIGARRD」としての活動を中心に活躍している。
ディズニーが世界で初めて正式にサンプリングを許可したユニット「KEMURI PRODUCTIONS」ではディズニーシーでのDJプレイを果たした。 スティービーワンダーのドームツアーへのゲスト出演や、愛知万博で唯一定期的に行われていたDJイベント「MURAMATSURI」でのレジデントDJを務めていた。
2011年、自身が立ち上げた音楽レーベル「音韻王者REC.」から「YANOMI」との2人組DJユニット「OBRIGARRD」を結成。同年フルアルバム「OBRIWORLD」をリリース。

## ディスコグラフィー

### シングル
- Sword Heads feat.JERU THE DAMAJA+NIPPS（2002年7月24日）
- 野良犬 feat.ILL-BOSSTINO（2002年11月21日）

### アルバム
- 最狂音術～狂之零～（2000年6月25日）ミニアルバム
- 最狂音術～無防～No Guard（2000年9月25日）ミニアルバム
- 最狂音術大全集（2000年12月25日）
- The NEWBORN（2002年9月21日）
- JAPANESK（2003年10月10日）
- 日本代表（2004年12月22日）
- overrap mixed by 刃頭（2005年8月5日）日本語ラップMIX CD
- Saikyo Onjutsu SKA FUNK Vol.1（2005年10月20日）
- Saikyo Onjutsu SKA FUNK Vol.2（2005年11月20日）

### その他
- SUIKEN「SUIKEN Presents 16 STARS」（2001年4月11日）

2.PAR CHEE TAH 四千 Produced by 刃頭
- オムニバス「RHYME EXPLORER」（2001年8月31日）

5.刃頭太鼓
- TWIGY「その先の向こう」（2003年3月5日）

2.その先の向こう 心燃ゆるTWIGuitar REMIX REMIXED BY 刃頭
- MAGUMA MC'S「MGM」（2003年3月19日）

3.THAT'S WHAT WE ARE Produced by 刃頭
- RUDE BOY FACE「俺だけの女-Stealing in the Name of Love-」（2003年12月6日）

6.俺-さすらいの刃頭Remix
- 般若「おはよう日本」（2004年2月18日）

5.羅生門 feat.KENTA5RAS Produced by 刃頭
- KAMINARI-KAZOKU.「330 ~more answer no question~」（2004年4月7日）

13.ハレとケ Produced by 刃頭
- 坂上弘「交通地獄そして卒業」（2005年11月18日）

6.交通地獄(remixed by 刃頭the最狂音術)
- 餓鬼レンジャー「GO 4 BROKE」（2005年12月21日）

1.EXCITING RAP 1,2,3 Produced by 刃頭
- ヨシピィ･ダ･ガマ「エネルギー革命」（2006年5月17日）

14.WINNING ROAD feat.48.9 Produced by 刃頭